# Syzygium walkeri
Syzygium walkeri är en myrtenväxtart som beskrevs av Elmer Drew Merrill, Lily May Perry och Cyril Tenison White. Syzygium walkeri ingår i släktet Syzygium och familjen myrtenväxter. Inga underarter finns listade i Catalogue of Life.